# Engum Kirke
Engum Kirke ligger i landsbyen Engum ca. 8 km NØ for Vejle (Region Syddanmark). Indtil Kommunalreformen i 2007 lå den i Vejle Kommune (Vejle Amt), og indtil Kommunalreformen i 1970 lå den i Hatting Herred (Vejle Amt).
Kirken menes bygget på det sted, hvor nogle irske munke slog sig ned, da de o.950 kom til en nærliggende vikingeboplads for at missionere. Kor og skib er opført i romansk tid af frådsten uden synlig sokkel. Et par rundbuede vinduer skimtes i murværket. Korets østgavl er blevet ommuret med hjørnelisener og stigende rundbuer, alt i munkesten. Tårn og våbenhus er opført i sengotisk tid. Tårnet har på alle sider to små rundbuede glamhuller i spidsbuespejl, i østgavlen ses tre cirkelblændinger om en dobbeltglug i spidsbuet spejl. I tårnets nordmur ses omridset af en indgangsdør til et tidligere gravkapel i tårnrummet, i det bevarede dørtrin ses et indhugget motiv, som menes at stamme fra de irske munke, som kom til Engum o.950. Motivet er ret nedslidt, men det er rekonstrueret og kan nu ses i kirkens logo, motivet består af et såkaldt keltisk kors (et kors indskrevet i en cirkel), korset bæres af en stang, omkring stangen ses to dekorative udsmykninger, der menes at symbolisere dag og nat, eller godt og ondt. I våbenhuset ses et ildsted, som formodentlig har været brugt i forbindelse med, at våbenhuset har været skolelokale eller mødelokale. Desuden ses en figursten over Ove Lunge (død 1540) og hans to hustruer. Kirken blev restaureret i 1967.
Korbuen er bevaret med hulkantprofilerede kragsten. Skibet har o.1400 fået indbygget krydshvælv med profilerede ribber. Koret har o.1500 fået indbygget krydshvælv. med skarpkantede ribber. Kirken har hørt under Tirsbæk gods.
Kirkens inventar præges af den rokoko-indretning, som Jørgen Hvas Lindenpalm og hans hustru Maren Loss lod udføre o.1760. Altertavlen fra 1759 er et billedskærearbejde udført af Jens Jensen d.y., tavlen er sammenkomponeret med degne og præstestol, i storfeltet ses Korsfæstelsen med Maria og Magdalene omkring den korsfæstede, i predellaen ses Nadveren, i topfeltet ses Opstandelsen. I korbuen er opstillet to engle med flammesværd. Kirkeskibet er bygget af lensgreve Daniel Rantzau, det er en kopi af skoleskibet København, som forliste i 1928 i Sydatlanten, alle 60 ombordværende druknede.
Prædikestolen er i sin kerne et ret enkelt arbejde fra renæssancen, som blev dækket af en kraftig staffering i 1765 og blev udstyret med en fodprofil, hvorpå er placeret dydefigurer. Dyderne i Engum er anderledes udført og har en anden symbolværdi end de normale dydefigurer, vi ser på prædikestolene. En kvinde holder en pelikan, der fodrer sine unger, hvilket symboliserer Godheden, der består af trofasthed, sandfærdighed, renhed, retfærdighed og kærlighed. Den næste figur holder en tændt lampe i den ene hånd og peger i en bog med den anden, hvilket symboliserer Visdommen, lampen er forstandens lys, Bibelen er den fulde visdom. Den tredje kvinde holder et ansigt med strålekrans i den højre hånd, den venstre hviler på en kugle og holder en åben bog, dette symboliserer Sandheden, Gud er som sandhedens lys fra Solen, den åbne bog er sandheden i bøgerne og videnskaben. Den fjerde figur har to ansigter, en kvinde og en mand, hvilket symboliserer Klogskaben, kvinden holder et spejl manden har holdt en passer, som nu er forsvundet, det kvindelige står for følelserne, det mandlige står for det konkrete, kombinerer man følelserne med det konkrete når man frem til klogskaben. Denne kombination af det kvindelige og det mandlige hænger sammen med alkymisternes tro på, at blander man materialer af kvindelig karakter med materialer af mandlig karakter i de rette forhold, kan man skabe guld, der står for det guddommelige.
Stoleværket fra o.1600 har gavle med allegoriske billeder, udført af Henrik Møller 1758-59, motiverne er kopieret efter pietiske bøger fra 1600-tallet, disse meditationsmalerier tager udgangspunkt i de såkaldte emblemer, der blev trykt efter reformationen, emblemerne var til fordybelse og meditation i hjemmet som afløsning for den katolske kunst i kirkerne. Sammen med de symbolske billeder følger et bibelcitat og en kort tekst, der skal forstærke den åndelige meditation uden at have nogen logisk forbindelse til billedet. Orglets facade er fra o.1765, på orgelpulpituret ses bibelske billeder udført af Henrik Møller o.1765, motiverne er Skabelsen, Syndefaldet, Uddrivelsen, scene fra Esters bog, Ezekias historie 2.Kong.kap.19 v.11-19, Elias båloffer på Karmels bjerg, David møder Abigael og Isaks ofring. Pulpituret og orgelfacaden blev restaureret af Lucien Hecklen og Svenning Elmholdt i 1967.
I korbuen har man i 1895 afdækket kalkmalerier fra o.1225. Motivet er Kain og Abels offer, i toppen ses Gudfader i medaljon, Abel står mod nord med fromt opadvendt ansigt og rækker sit lam frem, det modtages af en engel. Mod syd rækker den skumle Kain et kornneg frem, det modtages af en djævel. Billedet er hårdt restaureret, ved afdækningen fandt man kun det ene ben af djævlen, resten og hele Kain er nymalet af Kornerup. Over korbuen ses en bort med indskriften AVDIRE AQVA (:høre vand) fra Johannes Åbenbaring 14/2.
Den romanske granitfont har glat kumme og firkantet fod med grove hjørneblade, man har fundet rester af maling på fonten.